# 紫喙薹草
紫喙薹草（学名：Carex serreana）是莎草科薹草属的植物，为中国的特有植物。分布于中国大陆的山西、青海、甘肃、河北等地，生长于海拔1,990米至4,500米的地区，常生于林下和潮湿处，目前尚未由人工引种栽培。